# Sviny (okres Žďár nad Sázavou)
Sviny (německy Swiny) jsou obec v okrese Žďár nad Sázavou v Kraji Vysočina. Žije zde 116 obyvatel.

## Přírodní poměry
V okolí se nachází kopec Ambrožný s vrcholem 640 m nad mořem.

## Historie
Název vznikl tím, že se dříve svinily (tkaly) látky.
Ves náležela k meziříčské části Křižanova a zdejší 3 lány se připomínají v roce 1368, kdy svůj křižanovský majetek dával v léno markrabě Jan Jindřich Janovi a Vznatovi z Křižanova. Už počátkem 15. století patřilo zdejší zboží členům rodu z Kozlova, od roku 1493 pánům z Perštejna. V roce 1539 dostalo zdejší desátek městečko Křižanov. Pečeť z roku 1678 má ve znaku kříž. V letech 1850–1884 osada Křižanova, od roku 1976 pod správou MNV Křižanov, od roku 1990 opět samostatná obec.
| Rok            | 1869 | 1880 | 1890 | 1900 | 1910 | 1921 | 1930 | 1950 | 1961 | 1970 | 1980 | 1991 | 2001 |
| Počet obyvatel | 156  | 154  | 165  | 143  | 148  | 149  | 160  | 109  | 114  | 121  | 100  | 102  | 110  |

## Pamětihodnosti
- Zvonička na návsi
- Kříž z roku 1870 v jižní části

## Galerie

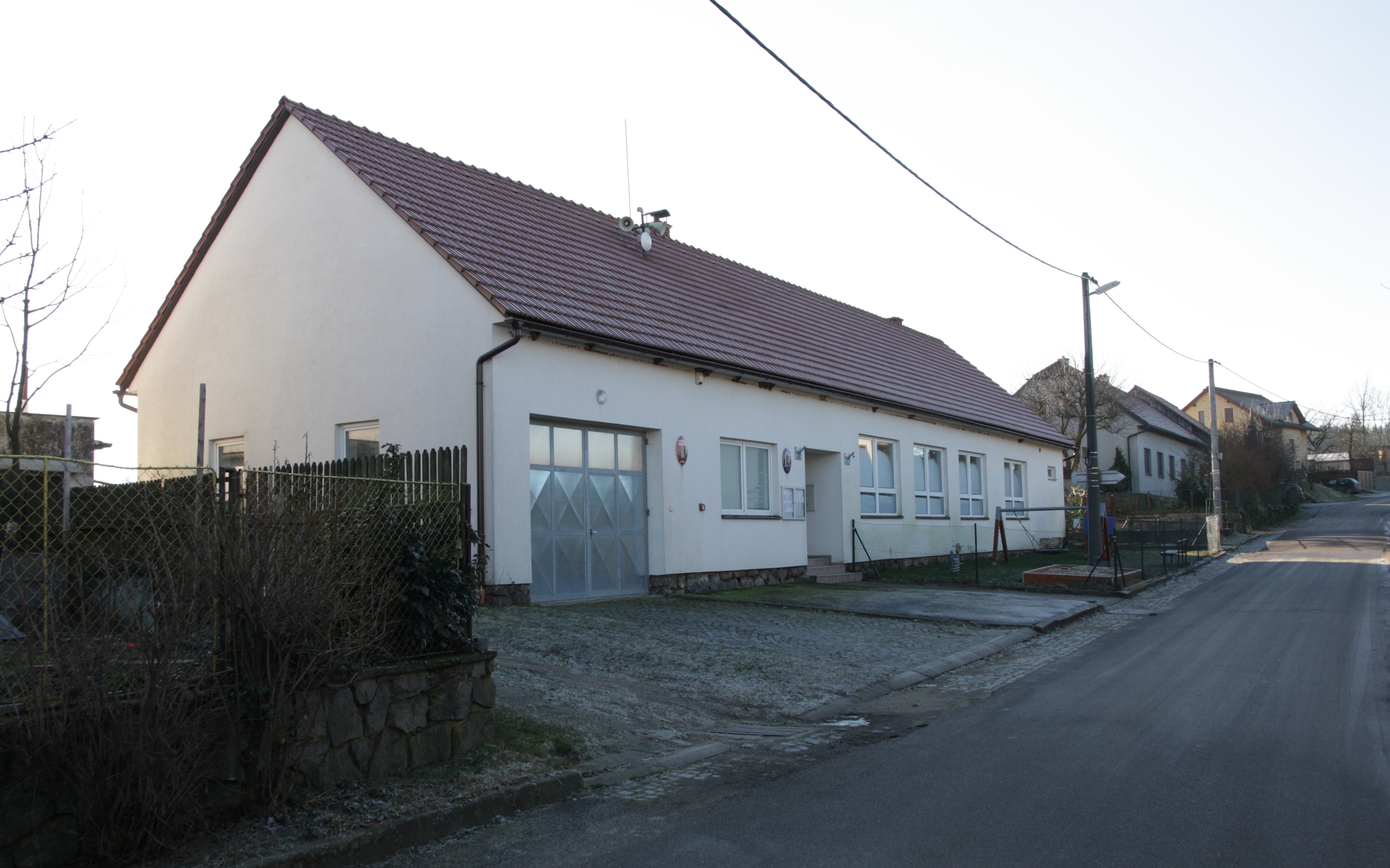
Obecní úřad a hasičská zbrojnice
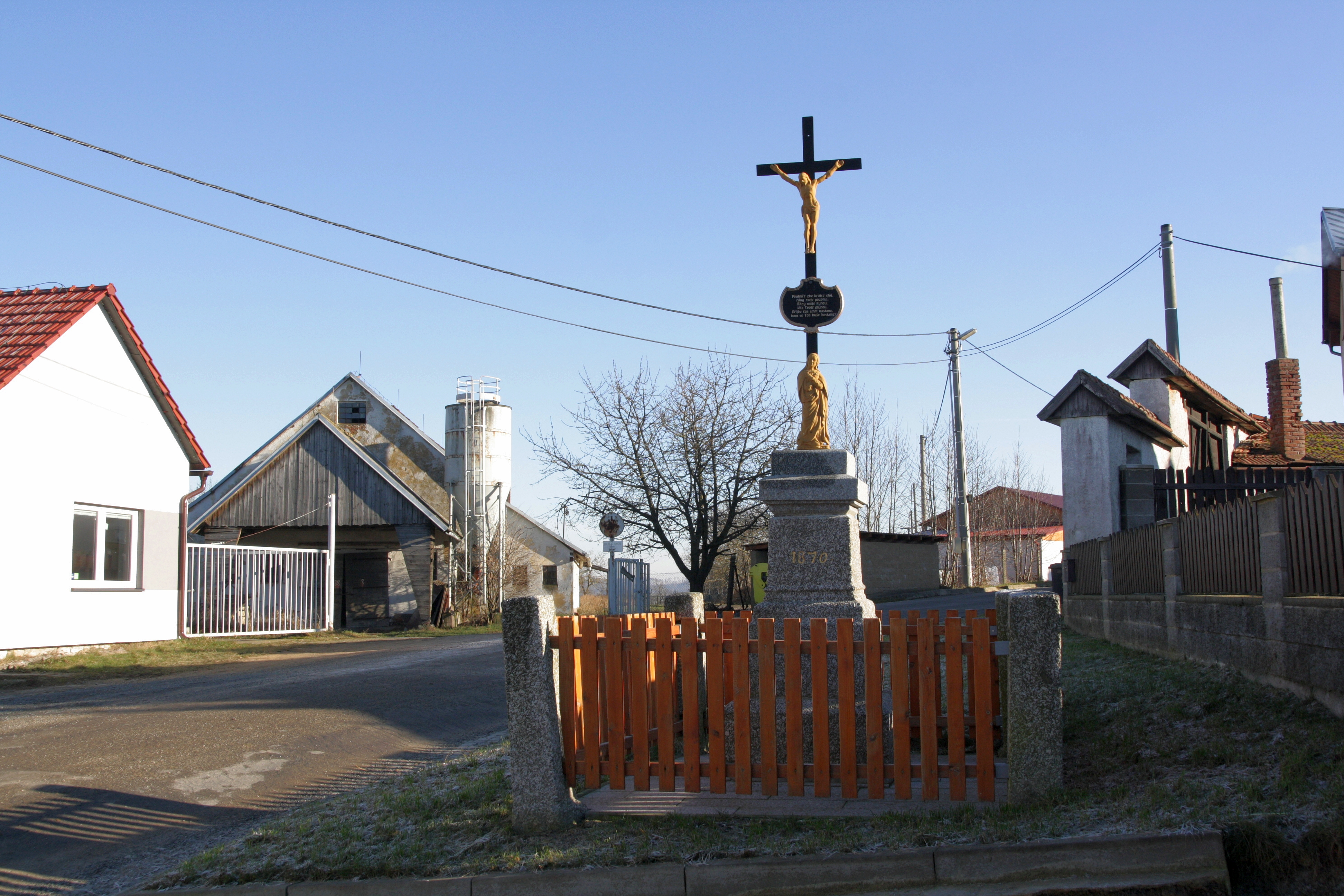
Kříž u čp. 24
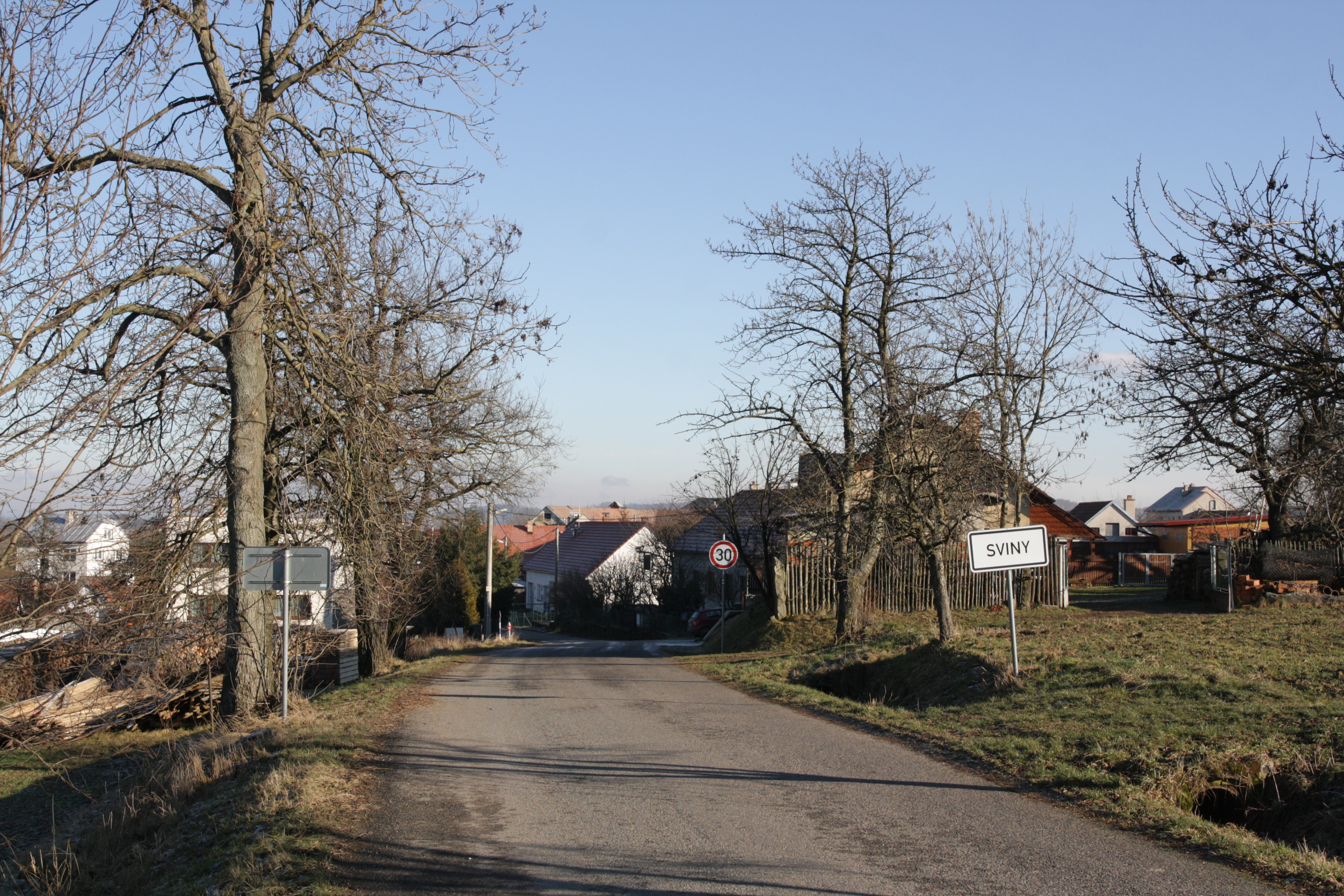
Západní okraj
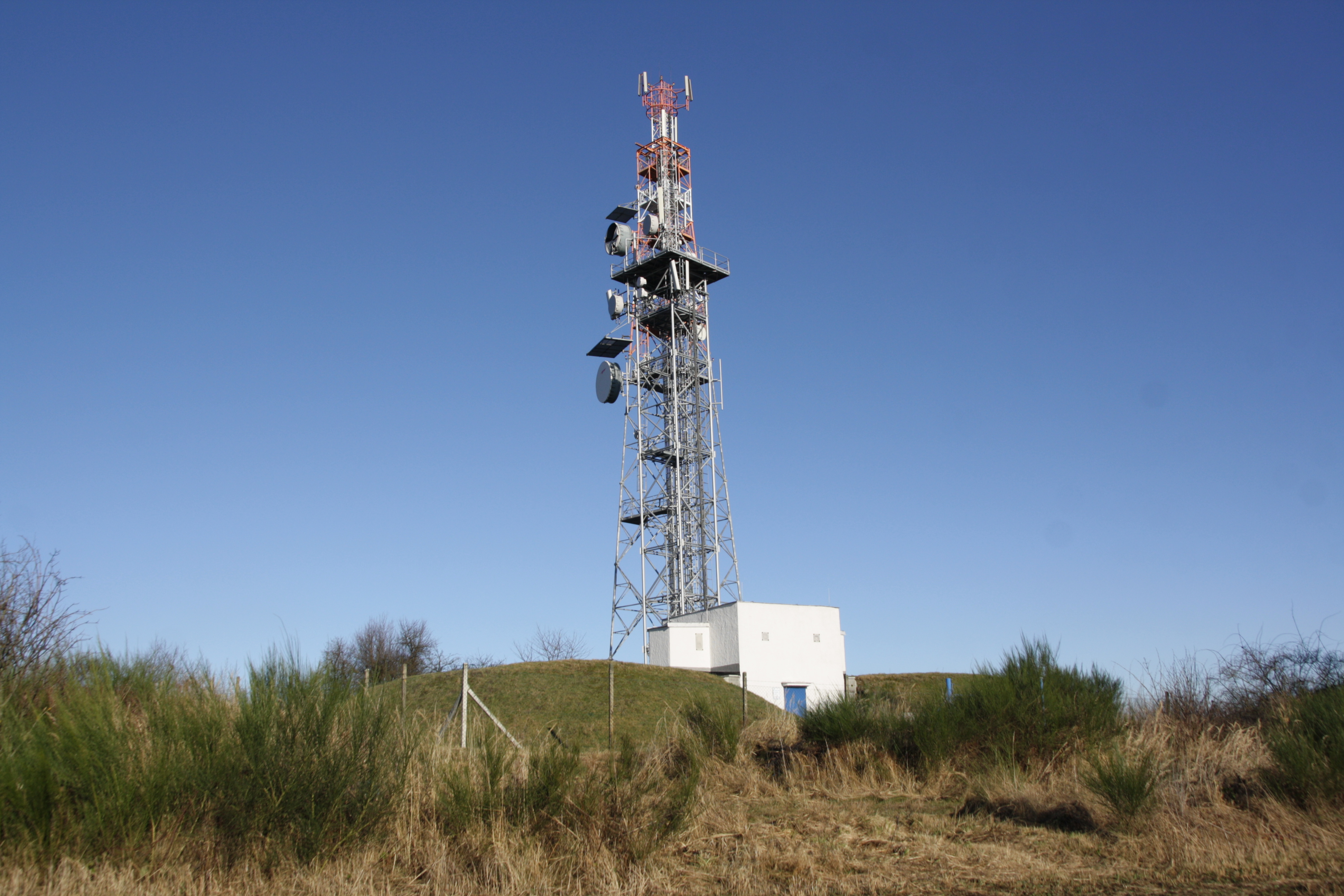
Vysílače na vrchu Ambrožný